# Lok-Sabha-Wahlkreis Chikmagalur
Der Lok-Sabha-Wahlkreis Chikmagalur (auch Chickmagalur) war von 1967 bis 2004 ein Wahlkreis bei den Wahlen zur Lok Sabha, dem Unterhaus des indischen Parlaments. Er gehörte zum Bundesstaat Mysore bzw. nach dessen Umbenennung im Jahr 1973 zum Bundesstaat Karnataka. Der Wahlkreis Chikmagalur umfasste den Distrikt Chikkamagaluru (Chikmagalur). Im Zuge der Neuordnung der Wahlkreise vor der Lok-Sabha-Wahl 2009 wurde der Wahlkreis Chikmagalur aufgelöst. Er gab einen Teil seines Gebietes an die Wahlkreise Hassan und Dakshina Kannada ab, das verbliebene Gebiet wurde mit einem Teil des ebenfalls aufgelösten Wahlkreises Udupi zum neuen Wahlkreis Udupi-Chikmagalur zusammengelegt.

## Abgeordnete
| Wahl  | Name                | Partei | Stimmen |
| ----- | ------------------- | ------ | ------- |
| 1967  | M. Huchegowda       | PSP    | 43,2 %  |
| 1971  | D. B. Chandre Gowda | INC    | 72,0 %  |
| 1977  | D. B. Chandre Gowda | INC    | 69,2 %  |
| 1978* | Indira Gandhi       | INC(I) | 55,7 %  |
| 1980  | D. M. Putte Gowda   | INC(I) | 63,5 %  |
| 1984  | D. K. Tharadevi     | INC    | 61,8 %  |
| 1989  | D. M. Putte Gowda   | INC    | 47,6 %  |
| 1991  | D. K. Tharadevi     | INC    | 42,8 %  |
| 1996  | B. L. Shankar       | JD     | 30,8 %  |
| 1998  | D. C. Srikantappa   | BJP    | 44,0 %  |
| 1999  | D. C. Srikantappa   | BJP    | 45,4 %  |
| 2004  | D. C. Srikantappa   | BJP    | 41,7 %  |

*) Nachwahl